# Ocellularia obovata
Ocellularia obovata är en lavart som först beskrevs av James Stirton och som fick sitt nu gällande namn av Johannes Müller Argoviensis 1894. 
Ocellularia obovata ingår i släktet Ocellularia och familjen Thelotremataceae. Inga underarter finns listade i Catalogue of Life.